# A᷅
A᷅, appelé A grave-macron, est un graphème utilisé dans les écritures du bete-bendi.
Il s'agit de la lettre A diacritée d'un grave-macron.

## Représentations informatiques
Le A grave-macron peut être représenté avec les caractères Unicode suivants :
- décomposé (latin de base, diacritiques)[1],[2]

```
:
```

| formes    | représentations | chaînes de caractères | points de code | descriptions                                       |
| --------- | --------------- | --------------------- | -------------- | -------------------------------------------------- |
| capitale  | A᷅               | A◌᷅                    | U+0041 U+1DC5  | lettre majuscule latine a diacritique grave-macron |
| minuscule | a᷅               | a◌᷅                    | U+0061 U+1DC5  | lettre minuscule latine a diacritique grave-macron |